# John Berger
Pour les articles homonymes, voir Berger (homonymie) et John Berger (homonymie).
John Berger, né le 5 novembre 1926 à Stoke Newington dans le borough londonien de Hackney et mort le 2 janvier 2017 à Antony,, est un écrivain engagé, romancier, nouvelliste, poète, peintre, critique d'art et scénariste britannique.

## Biographie
John Berger naît en 1926 à Stoke Newington, dans le borough londonien de Hackney. Son grand-père paternel est un juif hongrois originaire de Trieste, en Italie. Berger étudie à la St Edward's School, à Oxford, dont il fugue à l'âge de 16 ans pour devenir peintre. Il effectue son service militaire de 1944 à 1946 en pleine Seconde Guerre mondiale, puis après la guerre il étudie les arts au Chelsea College of Art and Design et à la Central School of Art and Design. Certaines de ses œuvres sont exposées dans des galeries londoniennes à la fin des années 1940.
Berger enseigne ensuite le dessin à la St Mary's University à Twickenham, avant de devenir critique d'art publiant des essais et articles pour le New Statesman. Son humanisme-marxiste (il aura été proche du Parti communiste de Grande-Bretagne bien que sans jamais en être réellement membre) et ses opinions tranchées sur l'art moderne en font une figure renommée et controversée très tôt dans sa carrière.
Il crée pour BBC Two une série de documentaires de trente minutes de critique d'art : Ways of Seing (Façons de voir), qui interroge les présupposés et les impensés des critiques académiques occidentaux des arts picturaux. La série est diffusée en janvier 1972 et fera ultérieurement l'objet d'un livre.
Son premier livre, A Painter of Our Time, publié à Londres en 1958, est aussitôt interdit et ne sera autorisé qu'en 1976.
Il obtient le Booker Prize (dont il partage la dotation avec les Black Panthers) et le James Tait Black Memorial Prize la même année pour son roman G.
En 1983, il participe à l'émission Voices de la chaîne télévisée britannique Channel 4. L'épisode d'une heure, intitulé To Tell a Story (Raconter une histoire), prend la forme d'une conversation enregistrée entre lui et l'autrice et réalisatrice américaine Susan Sontag, aux opinions et méthodes radicalement différentes, sur les buts, les moyens et les processus créatifs à l'œuvre dans la composition d'une histoire, qu'elle soit récit de faits réels ou de fiction.
En 1991, il participe avec Marc Pataut à une expérience pédagogique d'éducation à l'art et l'écriture dans un lycée à Aulnay-sous-Bois. Le projet Aulnay-sous-Quoi? sera publié par Gérard Paris-Clavel et Ne Pas Plier en 1997.
Il est membre d'honneur de la Société des auteurs savoyards depuis 1992 et membre de l'Académie des arts de Berlin depuis 1993.
Il reçoit en 2006 la médaille d'or du Círculo de Bellas Artes (Espagne).
Il est membre du comité de parrainage du tribunal Russell sur la Palestine dont les travaux ont commencé le 4 mars 2009.

### Famille et vie privée
John Berger a vécu en France à Quincy, petit hameau de Mieussy (Haute-Savoie). Il est le père du cinéaste Jacob Berger, du peintre Yves Berger et de Katya Andreadakis.

## Œuvre
- La Réussite et l'échec de Picasso, Éditions Denoël, 1968
- Art et révolution, Éditions Denoël, 1970
- G, éditions de l'Olivier, 1972, traduction d’Elisabeth Motsch
- Le Septième Homme, photographies de Jean Mohr, Éditions Maspero, Voix, 1976 - rééd. Fage, 2010
- Voir le voir, Alain Moreau, 1976
- Un peintre de notre temps, Éditions Maspero, Voix, 1978
- L'Air des choses, Éditions Maspero 1979
- La Cocadrille, une classe de survivants, Mercure de France, 1981 - rééd. chez Champ Vallon/La Fontaine de Siloé en 1990 et au Seuil, Points en 1996
- Une autre façon de raconter, photographies de Jean Mohr, éditions La Découverte, Voix, 1981 - rééd. L'écarquillé, 2014
- Question de géographie, avec Nella Bielski, Éditions Jeanne Laffitte, 1984
- Grande Ourse dans la nuit d'hiver (précédemment paru sous le titre La Cocadrille), Curandera (Suisse), 1986
- Le Dernier Portrait de Francisco Goya, le peintre joué aujourd'hui, avec Nella Bielski, Champ Vallon, 1989
- Joue-moi quelque chose, Champ Vallon/Curandera, 1990 - rééd. Seuil, coll. « Points », 1996
- Et nos visages, mon cœur, fugaces comme des photos, Champ Vallon, 1991,
- Flamme et Lilas, Champ Vallon/La Fontaine de Siloé, 1992 - rééd. Seuil, coll. « Points », 1996
- Calling out, poèmes et chroniques, Paroles d’Aube, 1993
- Drawings, poèmes et chroniques, Pierre Fanlac, 1994
- Au regard du regard, L’Arche éditeur, 1995
- Fidèle au rendez-vous, recueil, Champ Vallon, 1996, traduction de Michel Fuchs et Mireille Gouaux - rééd. Heros-Limite 2021
- Qui va là ?, Éditions de l’Olivier, 1996, traduction d'Elisabeth Motsch
- Dürer, Taschen, 1996
- King, Éditions de l’Olivier, 1999
- Photocopies, recueil (1999), Éditions de l'Olivier
- L'Oiseau blanc, Champ Vallon, 2000
- La Forme d'une poche, essais traduits de l'anglais par Michel Fuchs, Fage éditions, 2003
- Titien, la nymphe et le berger, avec Katia Berger Andreadakis, Fage éditions, 2003
- D'ici là, Éditions de l’Olivier, 2006
- Écrits des blessures : poèmes, dessins d’Yves Berger, Le Temps des Cerises, 2007, édition bilingue
- De A à X, Éditions de l’Olivier, coll. Littérature étrangère, 2009, traduction de Katya Berger Andreadakis,
- Un métier idéal : Histoire d’un médecin de campagne, photographies de Jean Mohr, Éditions de l'Olivier, coll. Littérature étrangère, 2009, traduction de Michel Lederer
- Tiens-les dans tes bras, essai, Le Temps des Cerises, 2009,
- La Tenda Rouge de Bologne, dessins de Paul Davis, récit-promenade, Quidam Éditeur, coll. « Made in Europe », 2009, traduction de Pascal Arnaud
- Dans l'entre-temps, réflexions sur le fascisme économique, 24 pages, Indigène Éditions, coll. « Ceux Qui Marchent Contre Le Vent », mars 2009, trad. de Jacques Crossman
- Le Blaireau et le roi, avec Yves Berger, Éditions Héros-Limite et Fondation Facim, 2010
- Pourquoi regarder les animaux ?, anthologie de neuf récits, essais et poèmes écrits de 1971 à 2009, Éditions Héros-Limite, 2011
- Cataract, avec illustrations de Selçuk Demirel, 65 pages, Nothing Hill Éditions, 2011
- Le Carnet d’esquisses de Bento, trad. De Pascal Arnaud, Éditions de l'Olivier, 2012
- Voir le voir, trad. de Monique Triomphe, Éditions B42, 2014
- Rondo, avec Yves Berger, trad. de Katya Berger-Andreadakis, Éditions de l'Olivier, 2015
- Comprendre une photographie, Éditions Héros-Limite, 2017.
- Palabres (cofabulations), trad. de Olivier Cohen et Clément Ribes, Éditions de l'Olivier, 2018 (posthume)
- Un peintre de notre temps, trad. de Fanchita Gonzalez-Batlle, éditions L'Atelier contemporain, à paraître (8 février 2019)  (ISBN 979-10-92444-74-2)
- Fidèle au rendez-vous, trad. Michel Fuchs et Mireille Gouaux, Éditions Héros-Limite, 2021.
- Dans leur travail, trad. Brice Matthieussent, éditions Tuta Blu / Héros-Limite, trilogie (Terre de cochon, Une fois en Europa, Lilas et Flag), 2023  (ISBN 978-2-889-55075-3)

## Articles
- « Camarade prisonnier ! », revue Période, initialement paru aux éditions Indigènes, « Dans l’entre-temps : réflexions sur le fascisme économique », 2009

Dans Le Monde diplomatique, auquel John Berger a régulièrement collaboré :
- « De l’écrivain et de la démocratie » (mai 2010)
- « À la National Gallery » (juillet 2009)
- « Un lieu qui pleure » (février 2009)
- « Effacer le passé ? » (août 2007)
- « Survivre aux murs » (décembre 2004)
- « Où sommes-nous ? » (février 2003)
- « De Hiroshima aux Twin Towers » (septembre 2002)
- « Énigmatiques portraits du Fayoum » (janvier 1999)

## Cinéma (scénariste)
- 1971 : La Salamandre d'Alain Tanner
- 1974 : Le Milieu du monde d'Alain Tanner
- 1976 : Jonas qui aura 25 ans en l'an 2000 d'Alain Tanner

## Télévision
- 1972 : Ways of seeing. Série de la chaîne BBC composée d'essais audiovisuels qui soulèvent des questions liées aux idéologies cachées des images visuelles. La série a donné naissance à un livre du même nom écrit par John Berger et sorti en 1976 en France sous le titre Voir le voir
- 2010 : Les vivants et les morts de Gérard Mordillat (lui-même)

## Sur quelques livres

### G (1972)
Ce récit, réputé ou présenté comme expérimental, raconte quelques périodes de la vie d'un individu nommé G., Giovanni (p. 23), surnommé parfois Garibaldi. Les numéros de page correspondent à la seconde édition et traduction (2002, L'Olivier).
- Partie I : 1888-1889. Umberto, négociant, rencontre Laura, dans diverses villégiatures, de Suisse, de France ou d'Italie, mais loin de Livourne et de son épouse Esther.
- Partie II : 1889-1898. Laura refuse tout arrangement avec Umberto, élève seule Giovanni, à Paris, puis le place auprès de ses cousins Jocelyn et Pauline, dans une campagne éloignée. Pauline épouse un militaire, Patrick Bierce, qui est ensuite affecté à Durban, où il meurt durant la seconde guerre des Boers (1899-1902). Giovanni apprécie Miss Helen, une de ses préceptrices. Une fois veuve, Pauline découvre une autre face de Giovanni.
- Partie III : 1910, Domodossola. Giovanni est un des aviateurs qui accompagne Jorge Chávez Dartnell lors de son ultime tentative de franchir les Alpes en avion. Giovanni connaît l'employée Léonie et Camille Hennequin.
- Partie IV : mai 1915, Trieste. Giovanni s'ennuie, se fait nommer à Trieste, en plein irrédentisme. Il rencontre divers indépendantistes italiens, mais aussi la jeune ouvrière slovène Nusa (et son frère Bojan), et en même temps, Marika von Hartmann.

Mais, dans cette réincarnation, Don Juan cherche moins à affirmer son désir qu'à révéler à chaque femme sa propre nature. Le roman est dédié aux sœurs du Mouvement de libération des femmes (France), ou au Mouvement de libération des femmes (Suisse). Il remet la moitié du montant de la somme du Prix Booker au British Black Panthers.